# Sceloenopla tetracantha
Sceloenopla tetracantha es una especie de insecto coleóptero de la familia Chrysomelidae. Fue descrita científicamente en 1920 por George Charles Champion.